# Die Entscheidung – Eine wahre Geschichte
Die Entscheidung – Eine wahre Geschichte (Originaltitel: The Rookie; engl. für: Der Neuling) ist ein US-amerikanisches Filmdrama aus dem Jahr 2002. Regie führte John Lee Hancock, das Drehbuch schrieb Mike Rich.

## Handlung
Jim Morris ist der Sohn eines Karriere-Marine-Mannes, der mit der Familie von Hollywood, Florida, nach Big Lake, Texas, umzieht, um seinen Job zu sichern. Jim erweist sich als sehr guter Pitcher, obwohl sein Vater Jims Traum, es in die Major League Baseball zu schaffen, missbilligt. Später wird erwähnt, dass die Stadt, in die Jims Familie gezogen ist, Big Lake, ihre Liebe zum Baseball verloren hat und stattdessen Football bevorzugt. Daher konnte er in der High School kein Baseball spielen. Später bekommt er eine Chance, als er von den Milwaukee Brewers gedraftet wird, aber er reißt sich die Schulter auf und beendet damit seine Hoffnung, seinen Lebenstraum zu verwirklichen.
Im Jahr 1999 ist Jim, verheiratet und Vater von drei Kindern, Lehrer für Naturwissenschaften an der High School und gleichzeitig Head-Baseball-Trainer. Sein Team, die Big Lake Owls, ist sehr erfolglos, da viele seiner Spieler zwar gut ausgebildet, aber unmotiviert sind, zumal die Unterstützung der Gemeinde sehr gering ist. Eines Tages nach dem Training bietet der Fänger des Teams an, mit Jim Fangen zu spielen. Dort stellt sich heraus, dass Jim vielleicht doch noch seinen Fastball hat, und er wird bald dem Rest des Teams gezeigt. Die Owls glauben, dass Jim möglicherweise in der Major League spielen könnte und bieten ihm einen Deal an: Wenn die Owls die Bezirksmeisterschaft gewinnen und in die staatlichen Playoffs kommen, wird Jim wieder trainieren, was Jim akzeptiert. Außerdem drängt ihn das Team, seinen Fastball beim Schlagtraining zu werfen, was das Schlagen immens verbessert.
Die Owls gewinnen schließlich den Bezirk, und nach ihrem letzten Sieg sagt das Team zu Jim, dass sie ihren Teil der Abmachung eingehalten haben und er nun an der Reihe sei, seinen Teil zu leisten. Nachdem die Saison der Owls mit einer Niederlage im staatlichen Turnier endet, erfährt Jim von einem Tryout für die Tampa Bay Devil Rays in der Nähe, und er geht hin, ohne seiner Frau davon zu erzählen, da er Angst hat, dass sie ihn davon abhält, seine Schulter erneut zu verletzen. Nach seinem Probetraining entdecken die professionellen Scouts seine Fähigkeit, einen Baseball wiederholt mit 98 mph (158 km/h) zu werfen. Der leitende Scout sagt Jim, dass er einen Vertrag für die Minor League bekommen könnte. Jims Frau erfährt davon, nachdem sie zwei Telefonnachrichten von den Scouts aus Tampa Bay erhalten hat. Sie zögert zunächst, Jim gehen zu lassen, da er zu Hause Verpflichtungen hat, aber nachdem sie gesehen hat, wie sehr Jim ihren Sohn Hunter inspiriert, erlaubt sie ihm zu gehen. Jim erzählt seinem Vater, zu dem er immer noch eine kalte Beziehung hat, von seiner Situation, und sein Vater versucht erneut, Jim davon abzubringen, seinen Traum zu verwirklichen, indem er ihm sagt: „Es ist in Ordnung, darüber nachzudenken, was du tun willst, bis es an der Zeit ist, das zu tun, wozu du bestimmt bist.“
Er wird zunächst den Orlando Rays (jetzt Montgomery Biscuits) in der Minor League Class AA zugewiesen, steigt aber schnell zu den Durham Bulls in der AAA auf. Aus Sorge um seine Familie wegen steigender Rechnungen (die Bezahlung in den Minor Leagues ist niedrig), beschließt Jim, aufzugeben und nach Hause zu kommen. Aber seine Frau Lorri redet ihm das aus, da sie nicht will, dass Jim wieder aufgibt. Jim wird wieder inspiriert, als er eines Abends ein Spiel der Little League sieht und sich an die gleiche Liebe zum Baseball erinnert, die er als Kind hatte.
Im September erfährt Jim, dass der Major League Club ihn einberufen hat und dass sie in Texas gegen die Rangers spielen werden. Jim ruft seine Familie an, die ihrerseits die Stadt informiert. Als er seine Frau auf die Kleiderordnung in der Major League hinweist, findet Jim in seinem Spind sein Sakko, eine Krawatte und seine St. Rita-Halskette. St. Rita ist die Heilige der unmöglichen Träume. Seine Familie, Highschool-Spieler und viele Stadtbewohner gehen zum Spiel. Jim beeindruckt viele der Trainer beim Aufwärmen mit seinem schnellen Ball, und spät im Spiel, als Tampa Bay schwer verliert, wird Jim ins Spiel gerufen, um zu Royce Clayton zu werfen und das Inning zu beenden. Jim beendet das Inning, indem er Clayton mit drei Fastballs in Folge auswirft. Nach dem Spiel wird Jim von der Presse interviewt. Während des Interviews bemerkt Jim, dass sein Vater auch zu dem Spiel gekommen war. Jims Vater gibt zu, wie besonders es ist, seinen Sohn in der ersten Liga spielen zu sehen. Jim dankt ihm und gibt ihm den Ball, mit dem er den Strikeout erzielt hatte, und die beiden reparieren schließlich ihre Beziehung. Jim trifft sich dann mit seiner Familie und allen Stadtbewohnern, die zu dem Spiel gekommen waren, und applaudiert Jim für seine erstaunliche Erfolgsgeschichte.
Die Schlussszene zeigt den Trophäenschrank der Big Lake High School, in dem Jims Major-League-Trikot prominent ausgestellt ist. Dann wird erwähnt, dass Jim zwei Jahre lang in der Major League spielte, bevor er sich zur Ruhe setzte und nach Texas zurückkehrte, um dort zu unterrichten.

## Kritiken
Roger Ebert schrieb in der Chicago Sun-Times vom 29. März 2002, der Film verbinde zwei „bewährte“ Formeln: Jene, in der eine kleine Mannschaft gewinne und jene, in der ein älterer Mann seinen Traum verwirkliche. Er sei aus älteren Filmen zusammengeschustert und zeige, dass ein „geschickt“ gemachter Film nicht gut sein müsse („It is not good. It is skillful. (…) The Rookie demonstrates that a skillful movie need not be good.“).

## Auszeichnungen
Der Film gewann im Jahr 2002 den Truly Moving Sound Award des Heartland Film Festivals sowie (als Bester Sportfilm) den ESPY Award. Angus T. Jones und der Film als Bestes Drama wurden 2003 für den Young Artist Award nominiert. Der Film gewann 2003 den Las Vegas Film Critics Society Award sowie den Character and Morality in Entertainment Award und wurde für den Broadcast Film Critics Association Award sowie den Phoenix Film Critics Society Award nominiert. Carter Burwell gewann 2003 den Film and Television Music Award der American Society of Composers, Authors and Publishers.

## Hintergründe
Der Film wurde in verschiedenen Orten in Texas gedreht. Seine Produktionskosten betrugen schätzungsweise 24 Millionen US-Dollar. Der Film spielte in den Kinos der USA ca. 75,6 Millionen US-Dollar ein.